# Juan Francisco Fernández Jiménez
Juan Francisco Fernández Jiménez (Murcia, 17 de agosto de 1940)  es un ingeniero técnico agrícola y político español del Partido Socialista Obrero Español, presidente de la Diputación Provincial de Albacete entre 1979 y 1995.

## Biografía
Nacido en Murcia en 1940, estudió Ingeniería Técnica Agrícola en la Universidad de Valencia y posteriormente Ciencias Políticas y Económicas. Funcionario del Ministerio de Agricultura desde 1969, fue destinado como agente de extensión agraria a Alcaraz en 1975. En 1979 fue elegido concejal del Ayuntamiento de Alcaraz por el Partido Socialista Obrero Español y diputado provincial.
En julio de 1979 se convirtió en presidente de la Diputación Provincial de Albacete, cargo que ocupó hasta 1995. Candidato número 2 de la lista por Albacete del PSOE para las elecciones a las Cortes de Castilla-La Mancha de 1983, fue elegido y desempeñó el cargo de diputado en la i legislatura del parlamento regional (1983-1987).
Fue alcalde de Alcaraz desde 1987 hasta 1999. En 2000 fue nombrado director de la Oficina de la Junta de Comunidades de Castilla-La Mancha en Bruselas.